# خاو-ووگ
خاو-ووگ (به لهستانی:  Hały-Ług) یک روستا در لهستان است که در گمینا شوجاوووو واقع شده‌است.